# Al-'Awasim

Mapa de al-'Awasim mostrando as principais fortalezas e cidades da região

Al-'Awāṣim (em árabe: العواصم, "defesas, fortificações"; sing. al-'āṣimah, "protetora") era um termo árabe utilizado para se referir ao lado muçulmano da zona fronteiriça entre o Império Bizantino e os Califados Omíada e Abássida na Cilícia, no norte da Síria e na Alta Mesopotâmia. Começou a ser utilizado juntamente com a primeira onda das conquistas muçulmanas e durou até o meio do século X, quando a região foi invadida pelos bizantinos. A região abrangia as marcas de vanguarda, uma cadeia de fortalezas conhecidas como al-thughūr (em árabe: الثغور; sing. الثغر, al-thagr, "fissura, abertura") e as regiões imediatamente atrás das fronteiras, conhecidas como al-'awāṣim também. Do lado bizantino, o equivalente às marcas muçulmanas eram os distritos conhecidos como clisuras e as guarnições de fronteira chamadas de ácritas.
O termo thughūr também foi utilizado para designar as marcas em Alandalus e na Transoxiana. O termo foi reutilizado pelo Sultanato Mameluco no século XIV, quando as áreas que correspondiam tradicionalmente aos awāṣim e thughūr no norte da Síria e no norte do Eufrates caíram sob seu controle.

## História e organização
Já a partir do final da década de 630, após a rápida conquista muçulmana da Síria, uma larga zona, não reivindicada pelos bizantinos e nem pelos árabes e virtualmente deserta (conhecida em árabe por al-Ḍawāḥī, "terras exteriores" e em grego como τὰ ἄκρα, ta akra - "as extremidades"), emergiu entre as duas potências na Cilícia ao longo dos montes Tauro e Anti-Tauro. Tanto o imperador bizantino Heráclio (r. 610–641) quanto o califa bem guiado Omar (r. 634–644) destruíram tudo o que havia na região tentando transformá-la numa barreira efetiva entre seus domínios. Mesmo assim, o objetivo final dos califas permanecia sendo a conquista definitiva do Império Bizantino como eles já tinham feito na Síria, no Egito e no Norte da África, e foi somente depois do fracasso do Segundo Cerco Árabe de Constantinopla em 717-718 que obrigou-os a mudar de plano: embora os raides na Anatólia continuassem, o objetivo de conquista foi abandonado e a região de fronteira começou a adquirir uma forma mais ou menos permanente. Pelos dois séculos seguintes, fortalezas na região podiam mudar constantemente de mãos, mas as linhas gerais da fronteira árabe-bizantina permaneceram essencialmente inalteradas. Por isso, o termo al-thughūr, que inicialmente significava "fissura, abertura" e era o nome de fato das regiões fronteiriças, passou a significar "fronteira" e a ser empregado em frases como "Thughūr al-Islām" ("fronteira do islã") ou "Thughūr al-Rūmīya" ("fronteira com os romanos (Rûm)").
Este processo foi marcado por uma consolidação gradual da zona antes deserta e a sua transformação numa região de fronteira assentada e fortificada, especialmente após os bizantinos terem abandonado a Cilícia durante o reinado do califa omíada Abedal Maleque ibne Maruane (r. 685–705). Os muçulmanos começaram então a se mudar para a região, reocupando-a e restaurando as antigas cidades e fortalezas. O processo começou sob os omíadas, mas se intensificou na época dos primeiros abássidas, especialmente durante o reinado de Harune Arraxide (r. 786–809). Assim, uma linha de fortaleza lentamente se consolidou, indo de Tarso, na costa do Mediterrâneo, até Melitene (ar. Malátia) e Camaca (ar. Hisne Cameque), no alto Eufrates. As fortalezas geralmente estavam em vales ou desfiladeiros, nas maiores intersecções nas vias de acesso à região e nas entradas dos passos de montanha.
A região de fronteira toda era inicialmente parte do junde (uma das divisões administrativas militares na qual Bilade Xame - a Síria muçulmana - foi dividida) de Homs e, depois de 680, do junde de Quinacerim (gr. Cálcis), até que Harune Arraxide criasse o jund al-'Awāṣim em 786, compreendendo toda a região a partir da fronteira bizantina ao norte e oeste até o Eufrates a leste e uma linha que corria ao sul de Antioquia (ar. Antáquia), Alepo (Ar. Halabe) e Hierápolis Bambice (ar. Mambije) ao sul. Hierápolis e, posteriormente, Antioquia, foram as primeiras capitais provinciais. A região propriamente dita de al-'Awāṣim servia como uma segunda linha de defesa atrás dos thughūr, indo do norte da Síria e englobando as cidades de Bagras, Baias, Gaziantepe (Ar. Duluque; gr. Dolique ou Teluque), Alexandreta (Ar. Iscandaria), Cirro (ar. Curus), Rabã e Tizin. O Thughūr, a zona de fronteira de fato, foi dividido em dois setores: Síria (Tugur Axamia) e Al-Jazira (Tugur Aljaziria), separadas, grosso modo, pelos montes Amano. Os setores não tinham capitais propriamente ditas, mas Tarso e Melitene eram as cidades mais importantes da Cilícia e da Mesopotâmia, respectivamente. As várias cidades localizadas no Thughūr ou foram absorvidas pelo jund al-'Awāṣim ou permaneceram como distritos separados e independentes. Por volta do século X, porém, os dois termos se misturaram e eram intercambiáveis. Também a partir daí, com o avanço bizantino sobre a região da Armênia, a zona de fronteira à volta de Diar Baquir se tornou um terceiro setor, Thughūr al-Bakrīya.
No setor da Cilícia, Mopsuéstia (ar. al-Maṣṣīṣa) foi a primeira cidade a ser reocupada e guarnecida, ainda sob o governo omíada, que assentaram ali 300 soldados e suas famílias em 703, um número que subiu para quatro mil sob os abássidas. Adana foi a próxima, em 758-760, e Tarso se seguiu em 787-788. Esta rapidamente se tornou o maior assentamento da região e a base de operações árabe mais importante para operações contra os bizantinos, contando com quatro a cinco mil soldados como guarnição. Outras importantes fortalezas na Cilícia, que, porém, eram pouco mais do que postos militares, eram Anazarbo (ar. Aim Zarba), al-Haruniya, fundada por Harune Arraxide, Tall Gubair e al-Kanīsat al-Sawdā. A elas se juntava uma grande quantidade de pequenos fortes por toda planície da Cilícia, guarnecidos com regimentos de mais ou menos doze soldados No terreno mais montanhoso da fronteira mesopotâmia, as principais fortalezas estavam localizadas nas regiões mais férteis em vales relativamente isolados que controlavam os passos pelas montanhas: Germaniceia (ar. Maraxa, atual Cacramanemaraxe), reconstruída por Moáuia I (r. 661–680) e novamente por Harune Arraxide, Adata (ar. Hadata), também restaurada pelos primeiros califas abássidas e guarnecida com quatro mil soldados, e Melitene, que fora colonizada pelos omíadas, destruída pelos bizantinos e reconstruída novamente com uma guarnição de quatro mil homens em 757-758. Outras fortalezas menos importantes no setor mesopotâmio eram Salago, Cessúnio (ar. Caissum), Sozópetra (Hisne Zibatra), Samósata (ar. Sumaissate), Cláudias (ar. Hisne Calaudia) e Cárpete (ar. Hisne Ziade), enquanto que as cidades muradas de Teodosiópolis (ar. Calícala, atual Erzurum) e Camacha marcavam o limite setentrional do domínio muçulmano. Algumas das fortalezas na região norte de al-'Awāṣim, com Gaziantep ou Cirro, eram também por vezes contadas como parte deste setor. O Thughūr al-Bakrīya incluía, segundo Cudama ibne Jafar, Samósata, Ḥānī, Malikyan, Gamah, Ḥaurān e al-Kilis.
Os califas repopularam a região trazendo colonos e soldados regulares da Síria, mas também persas, eslavos, cristãos árabes e povos das fronteiras orientais do mundo muçulmano: colonos do Grande Coração, a tribo turca dos saiabija e os jates da Índia. As tropas regulares aquarteladas ali recebiam o benefícios de impostos menores (o dízimo ou ushr ao invés do caraje, o imposto territorial), salários maiores e pequenas propriedades rurais (qaṭā'i). No começo do período abássida, eram mais de 25 mil, metade vindos do Coração e o resto, da Síria e da Alta Mesopotâmia. A eles se juntou um complemento de voluntários, motivados principalmente pelo fervor religioso da jihad contra os bizantinos, mas que também recebiam salários do estado.

### Expedições anuais
Já pelo século IX, as expedições militares árabes contra os bizantinos lançadas a partir da zona de fronteira haviam adquirido um caráter quase ritual e eram minuciosamente organizadas. De acordo com o geógrafo Cudama ibne Jafar, o padrão habitual das incursões árabes incluía uma expedição inicial na primavera (entre 10 de maio e 10 de junho), época de pasto abundante para os cavalos, seguida, após mais ou menos um mês de descanso, por um raide de verão (10 de julho a 8 de setembro), geralmente a principal campanha anual, e, à vezes, por um raide de inverno em fevereiro-março Nas palavras do estudioso Hugh N. Kennedy, "o ṣā’ifa (raide de verão) era tão importante para as funções simbólicas e rituais do califa quanto a organização e a provisão de líderes para a haje (peregrinação) anual para Meca". Tudo isso custava muito dinheiro ao tesouro abássida. Sob Harune Arraxide, a cobrança de imposto no setor da Cilícia coletou 100 mil dinares de ouro, que foram gastos em obras públicas, pagamento de salários, espionagem e outras atividades. Esta soma não inclui o custo das expedições, que geralmente estava entre 200 e 300 mil dinares de ouro. A receita do setor da Mesopotâmia era de aproximadamente 70 mil dinares, a qual se somava entre 120 e 170 mil dinares anuais, também gastos em fortificações e no pagamento do exército.
A zona de fronteira era ferozmente contestada entre os árabes e os bizantinos. Ataques e contra-ataques eram uma característica permanente deste tipo de guerra e os fortes de ambos os lados eram frequentemente capturados e arrasados. Às vezes, eram ocupados, mas nunca por muito tempo. Como resultado, a região geralmente era despopulada e requeria uma nova leva de colonos. Há, mesmo assim, evidências de alguma prosperidade, baseada na agricultura e no comércio, especialmente durante a segunda metade do século IX, quando a região se tornou o centro de uma rota comercial que ligava Baçorá com o norte da Síria e chegava até Constantinopla

### Emirados independentes
No século IX, o controle abássida sobre o Thughūr evoluiu para um conjunto de emirados semi-independentes, sediados principalmente em Tarso, Melitene e Erzurum. Após 842, com o declínio do poder abássida, eles foram abandonados à própria sorte para se defenderem de um ressurgente Império Bizantino. A Batalha de Lalacão, em 863, eliminou o poder de Melitene, alterando a balança de poder na região e começando a gradual invasão bizantina nas fronteiras árabes. Com o início de um prolongado período de crise no Califado Abássida após 928, o controle muçulmano das cidades fronteiriças passou para os iquíxidas e os hamadânidas. Os bizantinos, comandados por João Curcuas, conquistaram o setor da Mesopotâmia na década de 930 e, embora o emir de Alepo hamadânida, Ceife Adaulá (r. 946–967), tenha conseguido interromper a invasão, sua vitória foi temporária: em 964-965, o imperador Nicéforo II Focas (r. 963–969) capturou o setor da Cilícia e, logo depois, Antioquia, e transformou o Emirado de Alepo num estado vassalo.

## Zona de fronteira mameluca-turca
O al-thughūr wa-l-'awāṣim mameluco tinha como objetivo defender a Síria dos estados turcos da Ásia Menor e do Cáucaso, incluindo, num estágio avançado, o Império Otomano. Assim como o modelo árabe anterior, o Thughūr estava dividido em duas marcas, a Síria e a Mesopotâmia, e também contava com uma zona na retaguarda ao longo do norte da Síria. Os mamelucos encarregaram a defesa da marca Síria (e da Cilícia) ao beilhique turco vassalo dos ramadanidas, enquanto que o beilhique dos dulcadíridas fazia o mesmo papel no setor mesopotâmio. Para garantir o controle sobre a região fronteiriça e para manter os beilhiques separados e sob controle, os mamelucos também mantinham guarnições em sete importantes locais: Tarso, Aias, Serfendikar, Sis, Darende, Malatia e Tefrique Calcaxandi relata o nome das subdivisões (niyābāt) do Thughūr mameluco assim: oito para o setor sírio (Malatia, Tefrique, Darende, Elbistão, Aias, Tarso e Adana, Serfendikar e Sis) e três para o mesopotâmio (al-Bira, Qal'at Ja'bar e Arrua).